# آرثر جريسوولد كرين
وهو سياسي أمريكي ينتمي إلى الحزب الجمهوري ولد آرثر جريسوولد كرين في 1 سبتمبر من سنة 1877 في ولاية نيويورك الأمريكية حصل كرين على درجة الدكتوراه في سنة 1920 منجامعة كولومبيا شغل كرين منصب أول رئيس ل جامعة مينوت خدم كرين في الحرب العالمية الأولى أصبح آرثر جريسوولد كرين رئيسا لجامعة وايومنغ ما بين اعوام 1922 إلى عام 1941 أصبح كرين حاكما لولاية وايومنغ في 3 يناير من سنة 1949 واستمر في منصبه كحاكم للولاية إلى 1 يناير من سنة 1951 توفي آرثر جريسوولد كرين في 11 أغسطس من سنة 1955 في مدينة شايان في ولاية وايومنغ.

## روابط خارجية
- آرثر جريسوولد كرين على موقع إن إن دي بي (الإنجليزية)